# Habsburg (Argòvia)
El poble d'Habsburg és una petita localitat suïssa situada al cantó d'Argòvia. Te una extensió de 2.230 km² amb una població de 435 habitants segons cens de 2023.
Hi ha el castell d'Habsburg origen de la dinastia Ausburg, que dominà la monarquia europea de l'edat mitjana fins ben entrada l'edat moderna. Tant el castell com el poble es troben relativament a la vora del nucli Brugg - Windisch, al que queden enllaçats per una línia de bus local.

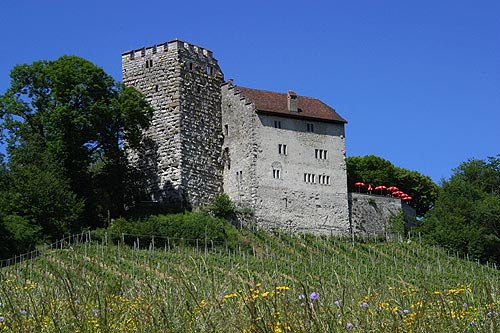
Habsburg castle

A pocs quilòmetres del nucli d'Habsburg hi ha altres castells i fortificacions com ara els castells de Wildegg i de Lenzburg, així com el castell d'Auenstein i la casa fortificada de Brunnegg. Relativament proper, també es pot trobar les ruïnes del castell de Baden, en el mateix cantó d'Argòvia.

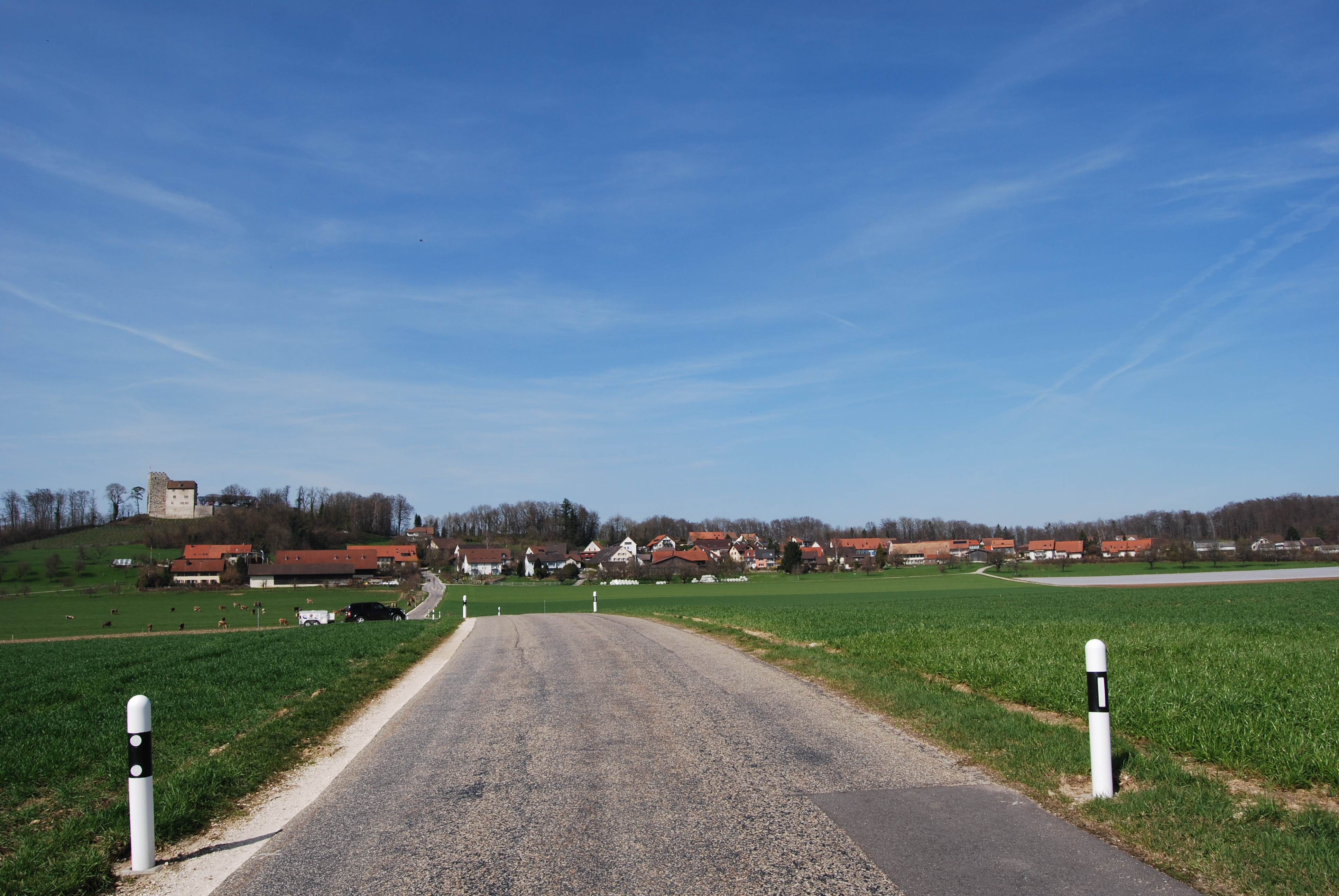
Habsburg